# Маунтрат
Маунтрат (англ. Mountrath; ирл. Maighean Rátha, «форт в болоте») — (переписной) посёлок в Ирландии, находится в графстве Лиишь (провинция Ленстер).
В городе было «дерево желаний» с источником, но пенни, которые кидали в воду, убили дерево, и теперь там лишь гнилой пень.
Местная железнодорожная станция была открыта 1 сентября 1848 года, закрыта для товароперевозок 3 ноября 1975 года и окончательно закрыта 6 сентября 1976 года.

## Демография
Население — 1435 человек (по переписи 2006 года). В 2002 году население составляло 1331.
Данные переписи 2006 года:
| Общие демографические показатели |               |                               |                               |      |      |
| Всё население                    | Всё население | Изменения населения 2002—2006 | Изменения населения 2002—2006 | 2006 | 2006 |
| 2002                             | 2006          | чел.                          | %                             | муж. | жен. |
| 1331                             | 1435          | 104                           | 7,8                           | 728  | 707  |

В нижеприводимых таблицах сумма всех ответов (столбец «сумма»), как правило, меньше общего населения населённого пункта (столбец «2006»).
| Религия (Тема 2 — 5 : Число людей по религиям, 2006) |             |                |             |            |       |      |
| Католики, чел.                                       | Католики, % | Другая религия | Без религии | не указано | сумма | 2006 |
| 1311                                                 | 91,4        | 91             | 15          | 18         | 1435  | 1435 |

| Этно-расовый состав (Этничность. Тема 2 — 3 : Постоянное население по этническому или культурному происхождению, 2006) |            |              |       |        |        |            |       |       |
| Белые ирландцы | Лухт-шулта | Другие белые | Негры | Азиаты | Другие | Не указано | сумма | 2006  |
| 1300 | 21         | 75           | 0     | 0      | 8      | 26         | 1430  | 1435  |
| Доля от всех отвечавших на вопрос, %                                                                                   |            |              |       |        |        |            |       |       |
| 90,9 | 1,5        | 5,2          | 0,0   | 0,0    | 0,6    | 1,8        | 100   | 99,71 |

1 — доля отвечавших на вопрос о языке от всего населения.
| Владение ирландским языком (Тема 3 — 1 : Число людей от 3 лет и старше по способности говорить по-ирландски, 2006) |      |            |       |       |
| Владеете ли Вы ирландским языком?                                                                                  |      |            |       |       |
| Да | Нет  | Не указано | сумма | 2006  |
| 586 | 746  | 41         | 1373  | 1435  |
| Доля от всех отвечавших на вопрос о языке, %                                                                       |      |            |       |       |
| 42,7 | 54,3 | 3,0        | 100   | 95,71 |

1 — доля отвечавших на вопрос о языке от всего населения.
| Использование ирландского языка (Тема 3 — 2 : Говорящие по-ирландски от 3 лет и старше по частоте использования ирландского языка, 2006) |                                                            |                                               |                                               |                                               |                                               |                                               |       |                                     |      |
| Как часто и где Вы говорите по-ирландски?                                                                                                |                                                            |                                               |                                               |                                               |                                               |                                               |       |                                     |      |
| ежедневно, только в образовательных учреждениях                                                                                          | ежедневно, как в образовательных учреждениях, так и вне их | в других местах (вне образовательной системы) | в других местах (вне образовательной системы) | в других местах (вне образовательной системы) | в других местах (вне образовательной системы) | в других местах (вне образовательной системы) | сумма | всего, отвечавших на вопрос о языке | 2006 |
| ежедневно, только в образовательных учреждениях                                                                                          | ежедневно, как в образовательных учреждениях, так и вне их | ежедневно                                     | каждую неделю                                 | реже                                          | никогда                                       | не указано                                    | сумма | всего, отвечавших на вопрос о языке | 2006 |
| 174 | 15                                                         | 10                                            | 24                                            | 210                                           | 149                                           | 4                                             | 586   | 1373                                | 1435 |
| Доля от всех отвечавших на вопрос о языке, %                                                                                             |                                                            |                                               |                                               |                                               |                                               |                                               |       |                                     |      |
| 12,7 | 1,1                                                        | 0,7                                           | 1,7                                           | 15,3                                          | 10,9                                          | 0,3                                           | 42,7  | 100                                 |      |

| Типы частных жилищ (Тема 6 — 1(a) : Число частных домовладений по типу размещения, 2006) |          |         |                 |            |       |      |
| Отдельный дом                                                                            | Квартира | Комната | Переносные дома | не указано | сумма | 2006 |
| 487                                                                                      | 22       | 7       | 0               | 8          | 524   | 1435 |